# Calicotome villosa
Calicotome villosa là một loài thực vật có hoa trong họ Đậu. Loài này được (Poir.) Link miêu tả khoa học đầu tiên.

## Hình ảnh

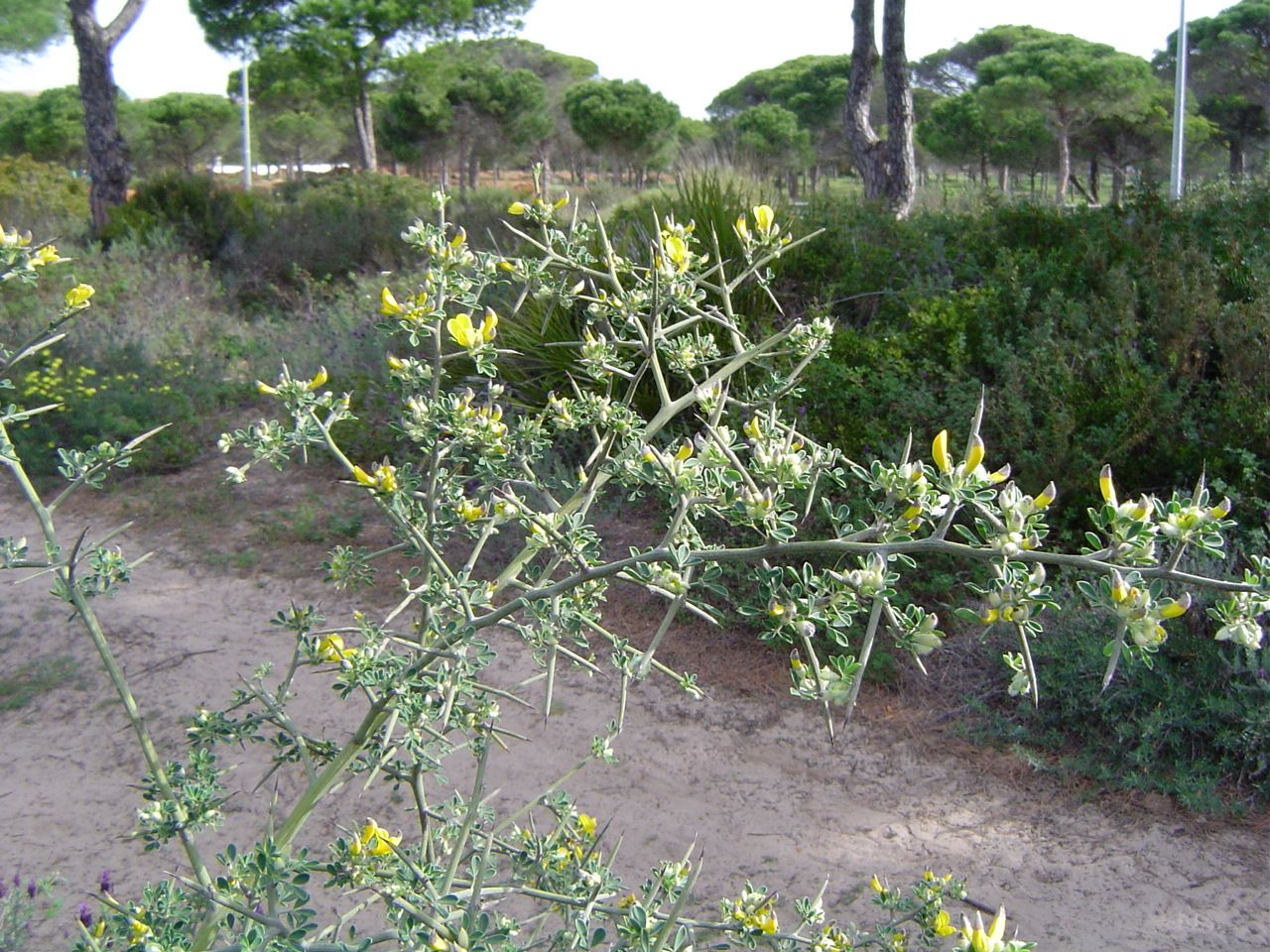
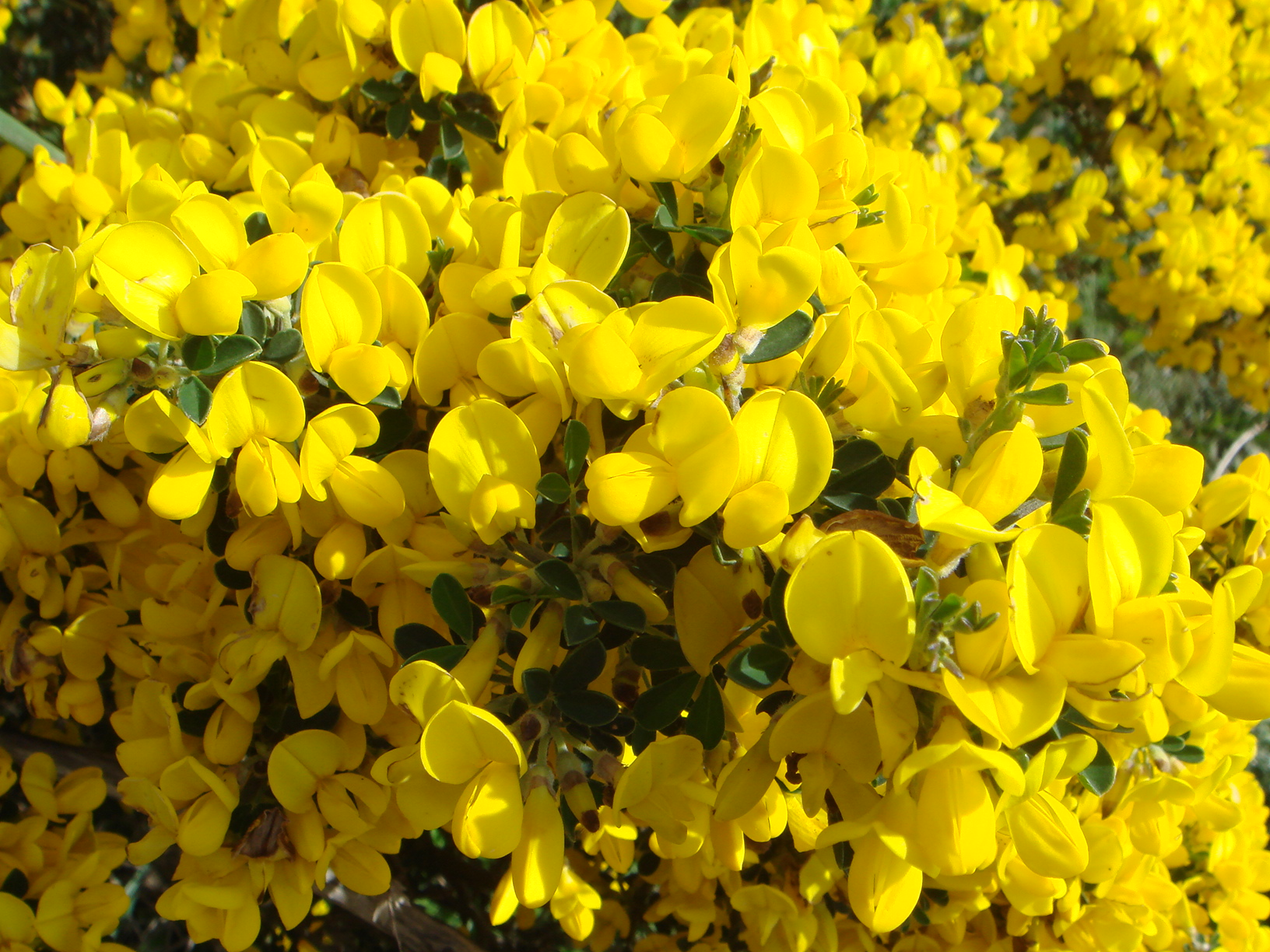
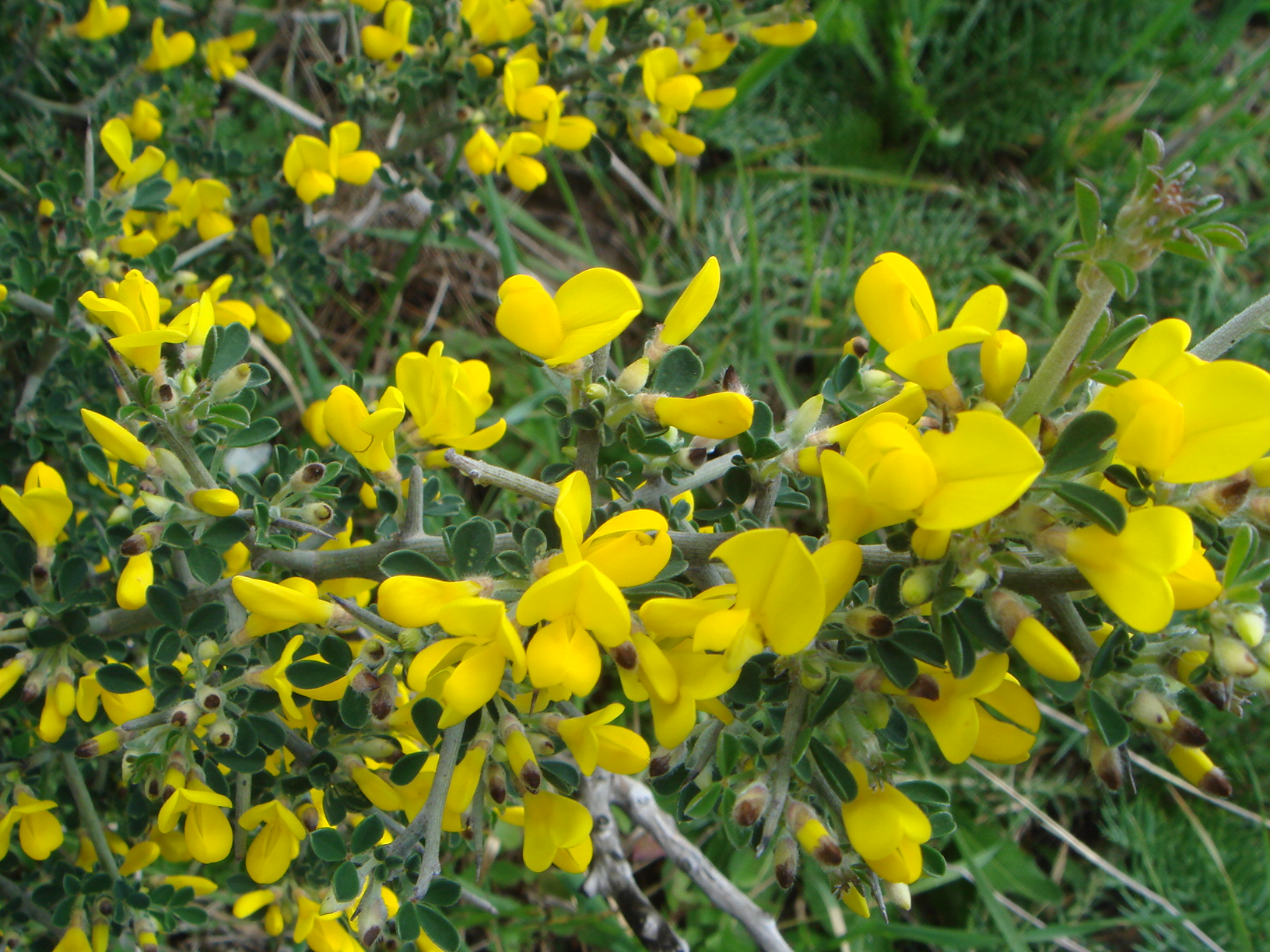
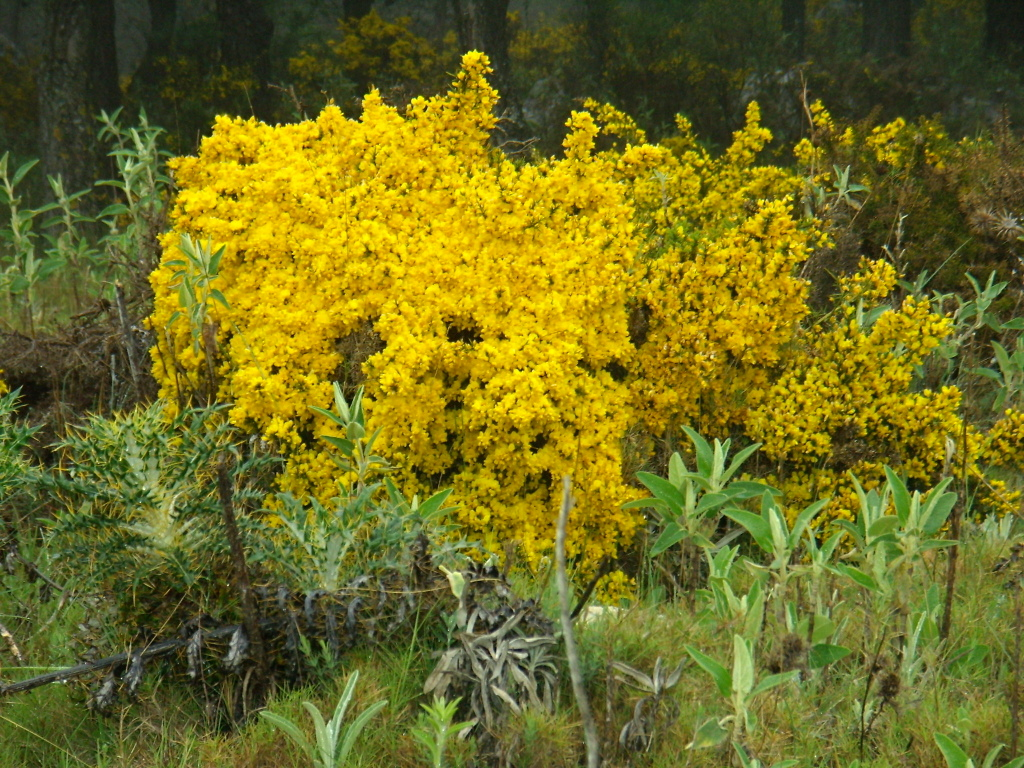